# Nymphon leptocheles
Nymphon leptocheles är en havsspindelart som beskrevs av Sars, G.O. 1888. Nymphon leptocheles ingår i släktet Nymphon och familjen Nymphonidae. Arten har ej påträffats i Sverige. Inga underarter finns listade i Catalogue of Life.